# Corinne Lepage
Corinne Dominique Marguerite Lepage, también conocida como Corinne Lepage, es una política francesa. Es la fundadora y Presidenta desde 1996 del Partido de Ciudadanía, Acción y Participación por el siglo XXI (CAP 21.) Es también la fundadora de la CRII-VIE, la Asociación para el Estudio del Impacto de Técnicas Genéticas sobre la Vida.